# Tephronia carieraria
Tephronia carieraria är en fjärilsart som beskrevs av Herrich-Schäffer 1848. Tephronia carieraria ingår i släktet Tephronia och familjen mätare. Inga underarter finns listade i Catalogue of Life.